# Karine Elharrar
Karine Elharrar-Hartstein (hebraico: קָארִין אֶלְהָרָר-הָרְטְשְׂטֵיין‎,, 9 de outubro de 1977) é uma advogada e política israelense e atualmente Ministra de Infraestruturas Nacionais, Energia e Recursos Hídricos. Anteriormente, foi membro do Knesset pelo Yesh Atid de 2013 a 2021.

## Biografia
Elharrar nasceu em Kiryat Ono, filha dos imigrantes judeus marroquinos Moti e Colette Elharrar. Elharrar obteve o diploma de bacharel em direito no College of Management Academic Studies, seguido de um mestrado em direito do Washington College of Law na American University. Entre 2008 e 2013, foi chefe da clínica jurídica da Universidade Bar-Ilan e se especializou nos direitos de sobreviventes do Holocausto, de pessoas com deficiência e de pensionistas.
Elharrar mora em Rishon LeZion, é casada e tem dois filhos. Usa cadeira de rodas devido a uma distrofia muscular.

## Carreira política
Filiou-se ao partido recém-fundado Yesh Atid em 2012 e foi colocada em décimo lugar na lista do partido para as eleições de 2013 para o Knesset. Assim sendo, entrou para o Knesset após o partido obter 19 assentos. Para as eleições de 2015, foi colocada em oitavo lugar na lista do partido e reeleita quando o partido conquistou 11 assentos. Ela foi reeleita novamente nas eleições de abril de 2019, setembro de 2019 e 2020, durante as quais o Yesh Atid era integrante da aliança Azul e Branco.
Depois de ter sido reeleita mais uma vez nas eleições de março de 2021, foi nomeada Ministra das Infraestruturas Nacionais, Energia e Recursos Hídricos do novo governo. Em junho, renunciou ao Knesset sob a lei norueguesa e foi substituída por Inbar Bezek.
Elharrar ganhou as manchetes durante a conferência COP26 em Glasgow, após ser obrigada a retornar ao seu hotel em Edimburgo, devido ao evento não ser acessível a cadeirantes. Ela recebeu um pedido de desculpas do primeiro-ministro britânico Boris Johnson, porém a instituição de caridade para pessoas com deficiência Scope chamou o incidente de "indesculpável"; Elharrar, por sua vez, declarou que foi "uma boa experiência para garantir que a próxima conferência da ONU tenha acessibilidade".